# Маляренко, Михаил Сафронович
Михаил Сафронович Маляренко (30 сентября 1918, Мошорино, Херсонская губерния — 13 сентября 1985, Сочи, Краснодарский край) — красноармеец Рабоче-крестьянской Красной армии, участник Великой Отечественной войны, Герой Советского Союза (1946).

## Биография
Родился 30 сентября 1918 года в селе Мошорино (ныне Кропивницкий район Кировоградской области Украины).
После окончания девяти классов школы проживал в Сочи, работал на городском почтамте.
В 1939 году был призван на службу в Рабоче-крестьянскую Красную армию. С июня 1944 года — на фронтах Великой Отечественной войны, был наводчиком 1520-го пушечного артиллерийского полка 3-й пушечной артиллерийской бригады 38-й армии 4-го Украинского фронта. Отличился во время освобождения Польши.
В боях на подступах к Бельско-Бяла Маляренко лично уничтожил 4 дзота и 2 капонира. 1 февраля под городом Кенты Маляренко с товарищем скрытно подобрались к двум дотам и забросали один из них гранатами. В это время красноармеец Глыбин, с которым Маляренко вёл огонь по дзотам, был убит. Оставшись один, Маляренко ворвался во второй дот и взял в плен четверых солдат противника.
Указом Президиума Верховного Совета СССР от 15 мая 1946 года за «мужество, отвагу и героизм, проявленные в борьбе с немецкими захватчиками» красноармеец Михаил Маляренко был удостоен высокого звания Героя Советского Союза с вручением ордена Ленина и медали «Золотая Звезда» за номером 8981.
После окончания войны Маляренко был демобилизован. Проживал и работал в Сочи. Скончался 13 сентября 1985 года, похоронен на Старом кладбище Сочи.
Был также награждён орденами Красного Знамени и Отечественной войны 1-й степени, рядом медалей.